# Çırağan Caddesi
Çırağan Caddesi ("Viale di Çırağan" in Italiano) è una strada del distretto di Beşiktaş di Istanbul.

## Tracciato
La strada si estende da piazza Beşiktaş a Ortaköy, seguendo il Bosforo. Su entrambi i lati della strada si trovano pioppi monumentali. La strada ha tre corsie, due delle quali sono utilizzate in direzione Ortaköy-Beşiktaş al mattino e in direzione Beşiktaş-Ortaköy la sera.

## Monumenti e luoghi d'interesse
L'edificio del vecchio tribunale (campus dell'Università Fatih Sultan Mehmet), il campus dell'Università Bahçeşehir Beşiktaş, l'Hotel Four Seasons (Palazzo di Atik Pasha), il Palazzo del Liceo Anadolu di Beşiktaş, il Palazzo di Çırağan, il Liceo Anadolu vocazionale e tecnico Ziya Kalkavan Vocational, l'Università di Galatasaray e il liceo maschile di Kabataş si trovano sulla strada. Quando si viaggia da Beşiktaş a Ortaköy, c'è il Parco di Yıldız sul lato sinistro della strada e la Direzione della Sicurezza di Beşiktaş e la Moschea Küçük Mecidiye all'ingresso del parco. Anche il Governatorato del distretto di Beşiktaş è uno degli edifici pubblici più importanti della strada.